# 加納誠也
加納 誠也（かのう せいや、1989年4月9日 - ）は、愛知県出身の男子バスケットボール選手である。ポジションはフォワード。背番号41。195cm、93kg。Bリーグのベルテックス静岡所属。

## 来歴
安城学園高から筑波大学に進学。
卒業後、三菱電機に入社。2014年、つくばロボッツに移籍したが11月30日に退団。12月10日に千葉ジェッツと契約した。

2014-2015シーズン終了をもって、NBDLのパスラボ山形ワイヴァンズへ移籍。
2016年オフ、ライジングゼファーフクオカへ移籍。
2020年からベルテックス静岡所属。

## TV出演
- みなスポ（静岡放送、2021年 - ）
- せっ!せっ!せいやの!FAN!FUN!FANTASTIC!（静岡放送、2022年5月31日） - 上記番組出演コーナー単独の特別番組